# Hans Laurin (skeppsredare)
Hans Laurin, född 4 oktober 1931 i Malmö, död 23 november 2018 i Göteborg, var en svensk direktör och industriman.
Hans Laurin hade ledande roller inom svensk sjöfart. Han anställdes 1955 vid Rederi AB Nordstjernan och fortsatte till Salénrederierna AB 1962. Åren 1968–71 var han VD vid Tor Line AB och hade 1971–76 samma befattning vid AB Götaverken, som han tvingades lämna på grund av den svenska varvskrisen. Han återgick till Tor Line AB under 1977–78 för att sedan vara VD vid Stena Line AB 1978–80.
År 1980 drev han det Londonbaserade Laurin Maritime AB, som han etablerade tillsammans med sin hustru Agneta. Bolaget såldes 2018 till Team Tankers, Köpenhamn.
Hans och Agneta Laurin donerade 2008 sjöräddningsfartyget Hans Laurin till Sjöräddningssällskapet.